# Каптерев, Леонид Михайлович
Леони́д Миха́йлович Ка́птерев (17 апреля 1884, Нязепетровский завод, Красноуфимский уезд, Пермская губерния — 31 января 1958, по другим данным 1960, Горький) — российский и советский историк, писатель, музейный деятель, краевед.

## Биография
Леонид Михайлович Каптерев родился 17 апреля 1884 на Нязепетровском заводе в Красноуфимском уезде Пермской губернии в семье таксатора Михаила Николаевича Каптерева (1841—1914) и его жены, домохозяйки Людмилы Александровны (1855—1927). Позднее семья переехала в Екатеринбург, где отец Леонида работал в лесном управлении Екатеринбургского горного округа. В семье была одна дочь и пятеро сыновей.
В 1905 (или в 1908) году окончил Московский археологический институт, получив квалификацию археолога-историка. После окончания образования так и не смог найти работу по полученной профессии, в результате чего вернулся в Екатеринбург, где устроился на работу в местное представительство компании «Зингер» на должность секретаря-корреспондента иностранного отдела. В октябре 1916 года был командирован руководством представительства в Архангельск, но отказался туда ехать, за что был уволен. Предположительно именно во время работы в компании Каптерев познакомился с Модестом Онисимовичем Клером — руководителем Уральского общества любителей естествознания и Екатеринбургского краеведческого музея, знакомство с которым изменит всю его жизнь. После увольнения занял должность заведующего инструкторским отделом Екатеринбургского союза кооперативных товариществ, значительную часть сотрудников которого составляли члены Партии социалистов-революционеров. Он увлёкся идеями анархизма, проштудировал труды графа Петра Кропоткина и даже сам опубликовал несколько материалов в эсеровской газете «Думы Урала» и журнале «Уральское хозяйство».
Большевистскую революцию ноября 1917 года Каптерев принял, по его собственным словам, «со страхом и недоверием», полагая осуществивших её «варварами и разрушителями культуры». Последующие месяцы занимался литературным трудом, написав и опубликовав рассказ «Островок» (который некоторые читатели оценили как содержащий черты бытописательства в духе Мельникова-Печерского) и брошюру о новых формах ведения сельского хозяйства «К новой жизни». В 1918 году в ходе Гражданской войны Екатеринбург оказался занят белыми. В октябре 1918 года согласился занять должность секретаря в восстановленной Екатеринбургской земской управе. После совершённого 18 ноября 1918 года адмиралом Колчаком переворота, Каптерев не только не признал новую власть, но и принял активное участие в написание эсерами антиколчаковского воззвания — редакция ни одной газеты не решилась его опубликовать, и оно циркулировало по городу в списках. В июле 1919 года город был занят красными и бо́льшая часть администрации отступила из города вместе с белыми, но Леонид Михайлович остался. В конце октября он был арестован ЧК «по подозрению присвоения и расхищения имущества бывшего домовладельца и фабриканта Углицкого», однако через три дня был освобождён без предъявления обвинения.
С 1920 года Каптерев работал научным сотрудником Уральского общества любителей естествознания, по поручению которого проводил исторические и краеведческие исследования во многих городах и селениях края. Будучи в командировке в Верхотурье, Леонид Михайлович основал Общество изучения Верхотурского края, в августе 1921 года обществом был основан один из первых на Урале краеведческих музеев, а сам Каптерев стал его первым хранителем. С сентября 1923 года по 1928 год заведовал музейным подотделом Уральского областного отдела народного образования, в задачу которого входило в частности оказание помощи местным краеведческим музеям, количество которых к 1928 году достигло 44. С 1928 по 1930 годы занимал пост учёного секретаря Уральского областного бюро краеведения. В 1924 году Каптеревым было опубликовано исследование «Дубинщина», темой которого было восстание крестьян Далматовского Свято-Успенского монастыря в XVIII веке, которое по сей день остаётся основным источником по этому вопросу. Всего с 1920 по 1930 годы Леонидом Михайловичем были написаны несколько десятков материалов, посвящённых истории Урала. Он также сотрудничал в написании «Энциклопедического словаря», в редакции газеты «Знание и труд» и журнала «Просвещение на Урале».
В 1931 году по невыясненной причине Каптерев навсегда покинул Урал и переехал на родину жены в поволжский город Горький. Возможно, причиной отъезда стала ликвидация в 1929 году Уральского общества любителей естествознания, за которым последовал повторный арест в 1930 году давнего соратника Леонида Михайловича — Модеста Онисимовича Клера. С момента переезда и до 1932 года заведовал плановым отделом Нижегородского районного геологоразведочного треста, затем — секретарем в Горьковском институте краеведения, что позволило ему плотно заняться своим любимым делом, на этот раз — нижегородским. С 1933 по 1936 годы заведовал библиографическим отделом и историческим кабинетом Горьковского института марксизма-ленинизма, откуда был уволен по доносу одного из коллег за то, что выставил на всеобщее обозрение собрание дипломатических документов Народного комиссариата иностранных дел СССР с предисловием объявленного к тому времени «врагом народа» Льва Троцкого. За 15 лет Каптерев опубликовал несколько книг и монографий, а также множество статей, посвящённых местной истории края. Казалось, Каптерев смог вписаться в требования советской системы, чего ему не смогли простить некоторые из его коллег-краеведов — так, в опубликованной в 1934 году книге «Город Горький» Леонид Михайлович характеризовал памятник истории и архитектуры Нижегородский кремль как символ «алчного феодализма и царского самодержавия, свидетеля жутких страниц кровавого прошлого». После увольнения Каптерев заведовал музеем Горьковского геологического управления, а затем также и его библиотекой.

7 июня 1946 года краевед был арестован органами государственной безопасности «за высказывание резких антисоветских суждений о проводимых ВКП(б) и советским правительством мероприятиях, за гнусную и злобную клевету на руководителей партии и государства». Немолодой уже Леонид Михайлович во многом признался: 
То, что я хотел […] писать было нельзя, писать надо было по заказу [...] Советскую власть считал недостаточно демократичной, она не является выразительницей воли народа [...] Я ожидал изменения советского строя, но не смены его.
7 августа 1946 Горьковский областной суд признал Каптерева виновным в соответствии с частью 2 статьи 58-10 Уголовного кодекса РСФСР и приговорил его к 7 годам лишения свободы и трём годам поражения в правах. Леонид Михайлович полностью отбыл срок, после освобождения вернулся в Горький, где скончался 31 января 1958 (по другим данным — в 1960 году).
Он был реабилитирован Постановлением Президиума Верховного суда РСФСР от 29 мая 1963 года. Приговор был отменён за отсутствием состава преступления.